# آدامزویل (ویرجینیای غربی)
آدامزویل (به انگلیسی: Adamsville) یک منطقهٔ مسکونی در ایالات متحده آمریکا است که در شهرستان هریسون، ویرجینیای غربی واقع شده‌است. آدامزویل ۳۲۰٫۹۶ متر بالاتر از سطح دریا واقع شده‌است.